# イ・ジョンホ (小説家)
イ・ジョンホ（이종호、1964年 - ）は、韓国のホラー小説家。
韓国大邱生まれ。日本では、2005年に公開された映画『コックリさん』の原作者として知られている。
長編ホラー小説『분신사바』（コックリさん）、『이프』（if）などを上梓する一方、韓国ホラー作家の集まりであるマッドクラブを立ち上げ、『韓国恐怖文学短編選』を企画、刊行している。

## 主要作品

### 日本語訳
- 『コックリさん』（『분신사바』(2004年7月)、角川ホラー文庫） 2005年3月　ISBN 978-4-04-378701-2

### 単行本
- 『분신사바』（コックリさん）2004年7月、ISBN 978-8-98-273833-3　-　映画化され、韓国では2004年7月、日本では2005年4月に公開された。
- 『이프』（if）2006年7月、ISBN 978-8-98-273943-9
- 『므이』（ムイ）2007年7月、ISBN 978-8-95-913230-0　-　韓国で映画化、2007年7月公開 - ムイ：ベトナム語で、「10」、「10番目に生まれた子」という意味

### その他
- 「그녀 집으로 오세요」（彼女のうちにおいで）　-　2007年、『파우스트』 vol.3、vol.4　
  - 日本の文芸誌『ファウスト』の韓国版である『파우스트』に掲載された。

### 企画
- 『한국 공포 문학 단편선 1』（韓国恐怖文学短編選 1） 2006年10月　ISBN 8982739491
- 『한국 공포 문학 단편선 2』（韓国恐怖文学短編選 2） 2007年8月　ISBN 978-8-96-017154-1
- 『나의 식인 룸메이트 - 한국 공포 문학 단편선 3』（私の人食いルームメイト 韓国恐怖文学短編選 3） 2008年7月　ISBN 978-8-96-017156-5
  - イ・ジョンホ自身もすべての巻に短編を寄せている。